# Kyösti Laasonen
Kyösti Kalevi Laasonen, född 27 september 1945 i Kides, är en finländsk idrottare som tog brons i bågskytte vid olympiska sommarspelen 1972 i München.